# Nhật thực 21 tháng 5, 2031
Nhật thực hình khuyên sẽ xảy ra vào ngày 21 tháng 5 năm 2031. Nhật thực xảy ra khi Mặt Trăng đi qua giữa Trái Đất và Mặt Trời, do đó che khuất hoàn toàn hoặc một phần hình ảnh của Mặt Trời đối với người xem trên Trái Đất. Nhật thực hình khuyên xảy ra khi đường kính biểu kiến của Mặt Trăng nhỏ hơn Mặt Trời, chặn hầu hết ánh sáng của Mặt Trời và khiến Mặt Trời trông giống như một vành khuyên. Nhật thực hình khuyên xuất hiện dưới dạng nguyệt thực một phần trên một vùng của Trái Đất rộng hàng nghìn km. Chỉ xảy ra 3,8 ngày trước ngày apogee (Apogee vào ngày 25 tháng 5 năm 2031), đường kính biểu kiến của Mặt Trăng sẽ nhỏ hơn.

## Hình ảnh

Đường đi dẫn đến